# Ematurga nocturna
Ematurga nocturna là một loài bướm đêm trong họ Geometridae.